# Yo soy (álbum de Pee Wee)
Yo soy es el álbum debut de Pee Wee. Fue lanzado al mercado el 11 de agosto de 2009.
El primer sencillo del álbum fue "Cumbayá", lanzado el 18 de mayo de 2009 y debutó mundialmente el primero de junio de 2009, y salió a la venta en iTunes el 29 de junio.

## Canciones
| N.º | Título                    | Escritor(es)                                                               | Duración |  |
| 1.  | «Cumbayá»                 | Francisco Saldaña, Irvin Salinas, Norgie Noriega                           | 3:33     |  |
| 2.  | «Camaleones»              | Francisco Saldaña, Irvin Salinas, Norgie Noriega, Richard Bull, Predikador | 4:18     |  |
| 3.  | «Quédate»                 | Claudia Brant, Irvin Salinas, Rudy Maya                                    | 3:16     |  |
| 4.  | «Ese Sueño»               | Carlos Lara, Irvin Salinas                                                 | 3:15     |  |
| 5.  | «Desesperado»             | Rafael Pérez Botija                                                        | 3:42     |  |
| 6.  | «Tan Feliz»               | Francisco Saldaña, Irvin Salinas, Norgie Noriega, Predikador               | 3:45     |  |
| 7.  | «Rompecabezas»            | Dany Tomás, Irvin Salinas, Servando Primera                                | 3:26     |  |
| 8.  | «La Reina De Las Mujeres» | Francisco Saldaña, Irvin Salinas, Norgie Noriega                           | 3:56     |  |
| 9.  | «Ojos De Cristal»         | Francisco Saldaña, Irvin Salinas, Norgie Noriega                           | 4:17     |  |
| 10. | «Irresistible»            | Chuy Flores, Nir Seroussi                                                  | 2:52     |  |
| 11. | «Pergaminos»              | Francisco Saldaña, Irvin Salinas, Norgie Noriega                           | 4:06     |  |

| Edición Pre-Orden iTunes |                         |                                                           |          |  |
| N.º                      | Título                  | Escritor(es)                                              | Duración |  |
| 12.                      | «Life Is A Dance Floor» | Rudy Maya, Guillermo Rosas, Irvin Salinas, Lolene Everett | 3:10     |  |

## Charts
| Chart (2009)                    | Posición |
| ------------------------------- | -------- |
| México Álbumes Top 100          | #23      |
| U.S. Billboard Latin Pop Albums | #1       |
| U.S. Billboard Top Latin Albums | #4       |